# Ненад Шуловић
Ненад Шуловић (Београд, 3. октобар 1985) је српски кошаркаш. Игра на позицијама крилног центра и центра.

## Биографија
Шуловић је сениорску каријеру започео у клубу Беовук 72, за који је играо од 2004. до 2006. године. Уследила је сезона 2006/07. проведена у ОКК Београду. Први инострани ангажман имао је у сезони 2007/08. и то у пољској екипи Свјеће, која се тада такмичила у највишем рангу. Сезону 2008/09. започео је у Напретку из Крушевца, да би је од фебруара 2009. наставио у словачком клубу Рикер Комарно. 
Од јуна до децембра 2009. био је играч румунског Отопенија. У фебруару 2010. вратио се у ОКК Београд и у њему окончао ту сезону. Наредну сезону дочекао је као повратник у крушевачки Напредак, у чијем је дресу овога пута одиграо први део Кошаркашке лиге Србије 2010/11. и сјајним партијама стекао епитет најкориснијег играча те фазе такмичења. Током Суперлиге Србије 2010/11. наступао је за крагујевачки Раднички.
У августу 2011. започео је двосезонски боравак у Игокеи. Био је део екипе која је сезоне 2012/13. клубу из Лакташа донела трофеје у националном првенству и купу, као и историјски успех у Јадранској лиги освајањем првог места у регуларном делу такмичења и пласманом на фајнал-фор.
У сезони 2013/14. бранио је боје Цептера из Беча. Почетком октобра 2014. потписао је за Балкан из Ботевграда, а 2. марта 2015. прешао је у Мега Лекс где се задржао до краја сезоне.
У сезони 2015/16. био је члан Динама из Букурешта.

## Успеси

### Клупски
- Игокеа:
  - Првенство Босне и Херцеговине (1): 2012/13.
  - Куп Босне и Херцеговине (1): 2013.

### Појединачни
- Најкориснији играч прве фазе Кошаркашке лиге Србије (1): 2010/11.